# 阿瓜卡坦
阿瓜卡坦（西班牙語：Aguacatán），是危地馬拉的城鎮，位於該國西北部，由韋韋特南戈省負責管轄，面積300平方公里，海拔高度1,683米，2002年人口41,671，人口密度每平方公里138.9人。